# Бух, Герман Бальтазар
Герман Бальтазар Бух (нем. Hermann Balthasar Buch; 30 декабря 1896, Нидерхёхштадт, Германская империя — 10 июля 1959, Кронберг, ФРГ) — гауптшарфюрер СС, начальник цыганского лагеря концлагеря Освенцим.

## Биография
Герман Бальтазар Бух родился 30 декабря 1896 года. До Второй мировой войны работал торговым представителем. С августа 1939 и до середины апреля 1942 года служил солдатом в вермахте и затем в войсках СС. Бух в составе отрядов «Мёртвая голова» был задействован в охране концлагеря Равенсбрюк. Там он встретил надзирательницу Луизу Леман, на которой женился в июле 1943 года. У пары родился сын.
В конце февраля 1943 года Бух был переведён в концлагерь Освенцим, где изначально состоял в охране лагеря Аушвиц III Моновиц. С конца января и до конца апреля 1944 года был начальником «цыганского лагеря». В течение нескольких недель служил в филиале лагеря Бобрек. Впоследствии был командофюрером в крематории лагерного комплекса Биркенау.
После эвакуации Освенцима в середине января 1945 года служил сначала в концлагере Гросс-Розен, потом — в Маутхаузене. В конце войны в составе войск СС участвовал в боевых действиях.

### После войны
По окончании войны был интернирован и как служащий лагерных СС был выдан Польше. 22 января 1948 года в Кракове был приговорён к 6 годам заключения, пяти годам лишения гражданских прав и конфискации имущественных ценностей. После отбытия заключения в Польше и возвращения в ФРГ вновь работал торговым представителем.